# Station Remersdaal
Station Remersdaal is een voormalig spoorwegstation langs spoorlijn 24 (Tongeren- Montzen - Aken-West) in het gehucht Obsinnich in Remersdaal, sinds 1977 een deelgemeente van Voeren.
0,0: Tongeren ·
3,6: Vreren-Nerem ·
5,2: Glons-Haut ·
7,1: Boirs ·
9,3: Rukkelingen ·
11,3: Bitsingen ·
12,9: Wonck ·
18,2: Visé-Haut ·
21,0: Berneau ·
22,4: Weerst ·
26,6: Sint-Martens-Voeren ·
31,4: Remersdaal ·
Hindel-Bas ·
37,0: Montzen ·
Botzelaer ·
Aachen West (Templerbend)